# Horace Ové
Sir Horace Ové né Horace Courtenay Jones est un réalisateur, scénariste, photographe, peintre et producteur trinidadien né le 3 décembre 1936 à Port-d'Espagne et mort à Londres le 16 septembre 2023.
Son film Pressure à mis en lumière la lutte des Britanniques noirs à une époque de racisme ordinaire dans le Londres d’après guerre.

## Biographie
Horace Courtenay Jones est né le 3 décembre 1936 à Belmont dans la banlieue de Port-of-Spain, Trinidad, de Lawrence Jones et de Lorna Rocke. Ses parents tiennent un café et une quincaillerie. Comme beaucoup de militants ou de sympathisants du mouvement Black Power, Horace modifie son état civil en émigrant à Londres en 1960, et devient Horace Shango Ové. Il veut abandonner son « nom d’esclave » au profit de ses racines africaines. Selon son fils, Zak, « Shango » fait référence au dieu du tonnerre, de la foudre et de la Justice en yoruba. 
Horace arrive en Grande Bretagne après la Seconde Guerre mondiale, à 24 ans, dans les quartiers de Brixton puis West Hampstead comptant une forte population immigrée attirée par des promesses d’emplois, mais se trouvant confrontée à un fort racisme. Son intention est de suivre une formation artistique ou en design. Il vit de petits boulots — portier d’hôtel, pêcheur en mer du Nord, figurant — et se voit ainsi engagé comme « esclave », une figuration pour le film Cléopâtre, avec Liz Taylor et Richard Burton (1963). Il suit la production en Italie et y reste 3 ans, exerçant les métiers de peintre et de photographe. Il revient à Londres imprégné du naturalisme du cinéma italien et déterminé à devenir réalisateur.  
En 1965, il se forme à la London School of Films Technique. Horace Ové travaille pour le cinéma et la télévision. C’est lui qui réalise le reportage sur l’explosion de l’usine chimique de Bhopal : Who Shall we Tell (1985). Il vit avec sa deuxième épouse, Mary Irvine — une commerçante militante socialiste, — à West Hampstead, un quartier à l’ouest de Londres animé par la contre-culture et le mouvement du Black Power dont Horace est un activiste. Michael X de Freitas, James Baldwin sont des amis de la famille. 

### Famille
Horace Ové est marié avec Jean Balosingh, une indienne Indra dont ils ont Genieve Sweeney.
Mary Irvine est sa seconde épouse, dont deux enfants: l'actrice Indra Ové et Zak.
Annabelle Alcazar (productrice), est sa troisième épouse, dont deux enfants : Ezana et Kaz Ové.
Les trois mariages se soldent par un divorce.

## Cinéma

### Black Safari (1972)
Un équipage africain à bord d’un bateau, le Queen of Space, décide de remonter canaux et rivières pour explorer le cœur des ténèbres du Lancashire avec à sa tête un capitaine nommé Horace Ové. La parodie est de la veine des Monty Pythons.

### Pressure (1976)
Est un film coécrit avec Samuel Selvon, qui décrit la vie de Tony (Herbert Norville), jeune Noir britannique, réussissant brillamment ses études mais se heurtant au plafond de verre du racisme en métropole. Le film est tourné à Londres en 1975, avec les gens du quartier et des amis d’Horace. Il remporte plusieurs prix dans les festivals, mais doit attendre près de trois ans pour être largement distribué. Le British Film Institute (qui participe au financement du film) estimant que les scènes de racisme impliquant des policiers sont trop provoquantes. Or, Horace ne fait que relater sa propre expérience.
Lorsque Pressure sort, en 1978, Ové est reconnu comme un grand réalisateur Noir britannique, et la position du British Film Institute quasi unanimement réprouvée.

## Photographie
En contrepoint de son œuvre de réalisateur au cinéma, Horace Ové est aussi photographe : son regard de peintre, de réalisateur et de scénariste au service de ses sujets, se retrouve tout au long de sa vie dans ses clichés. Il expose à l'échelle internationale au fil des décennies, notamment à l'UCLA, au British Film Institute et à l'Université de Tübingen, en Allemagne.

« Ce que j'essaie de capturer, c'est la réalité d'un moment de la vie d'une personne qui attire mon œil et mon esprit, ainsi que ses pensées et leurs sentiments intérieurs qui se reflètent dans son visage et son langage corporel, pas seulement une pose pour l'appareil photo, j'essaie de le faire dans mes films et dans ma photographie »

— Sir Horace Ové
Depuis les années 1960, Ové photographie la diaspora noire. C'est la spécificité de son apport. Présent parmi les courants artistiques, les activistes politiques, il documente les événements, les personnalités et les rassemblements de peuples noirs d'Afrique, des Caraïbes et des États-Unis — la diaspora — dans et parmi les communautés noires locales, et fixe ainsi des moments clés de la diaspora noire, également en Grande-Bretagne.

### Expositions
- (1984) Breaking Loose: Horace Ové - Photographers' Gallery
- (1987)  Farewell to the Flesh - Cornerhouse - Manchester
- (2001)  Recontres de la Photographie - (invité) - Bamako, Mali
- (2004) Pressure : Photographs by Horace Ové - Nottingham Castle museum,  University of Brighton Gallery, the Norwich Gallery, Aberystwyth Arts Centre - Wales, the Arts Depot - London

## Filmographie

### comme réalisateur
- 1966 : The Art of the Needle
- 1968 : Baldwin's Nigger
- 1971 : Reggae
- 1976 : Pressure
- 1978 : Empire Road (série TV)
- 1980 : The Latchkey Children (série TV)
- 1983 : Good at Art (TV)
- 1987 : Playing Away
- 1987 : Moving Portraits (TV)
- 1991 : The Orchid House (TV)

### comme scénariste
- 1971 : Reggae
- 1976 : Pressure

### comme producteur
- 1971 : Reggae
- 1973 : The Mangrove Nine

### comme acteur
- 1972 : The Black Safari (TV)